# Dichanthium panchganiense
Dichanthium panchganiense là một loài thực vật có hoa trong họ Hòa thảo. Loài này được Blatt. & McCann mô tả khoa học đầu tiên năm 1927.